# Riebau
Riebau is een plaats en voormalige gemeente in de Duitse deelstaat Saksen-Anhalt, en maakt deel uit van de Landkreis Altmarkkreis Salzwedel.
Riebau ligt 8 kilometer ten oosten van de stad Salzwedel. Samen met Jeebel, dat één kilometer ten noordwesten van Riebau ligt, vormt het een Ortschaft van de gemeente Salzwedel.

Riebau zelf telde, eind 2023, 212 inwoners. In Riebau woonden toen 84 mensen.

## Geschiedenis
In het 3e millennium vóór de jaartelling was de omgeving van Riebau een belangrijk woongebied voor dragers van de Enkelgrafcultuur (einde Jonge Steentijd). Veel hier gedane archeologische vondsten zijn tentoongesteld in het Johann-Friedrich-Danneil-Museum te Salzwedel. Ook uit de IJzertijd zijn bij Riebau sporen van menselijke activiteit teruggevonden.
Het dorp Riebau ontstond uit een Slavische nederzetting, waar in de 12e eeuw Duitse boeren gingen wonen.
Op 3 kilometer ten noorden van Riebau lag vroeger, tegen de deelstaatsgrens met Nedersaksen aan, een dorpje met de naam Jahrsau. In het kader van de Aktion Ungeziefer werden de inwoners van dit dorpje door de autoriteiten van de DDR gedwongen gedeporteerd naar streken, die verder van de Duits-Duitse grens vandaan lagen. De vervallen restanten van Jahrsau zijn in de periode tot 1970 gesloopt. Riebau had in die tijd een klein treinstation aan een spoorlijn tussen Arendsee en Salzwedel. Het was in de periode van 1946 tot 1952 een grensstation; de gedeporteerden van mei-juni 1952 werden hier gedwongen, in de trein naar elders te stappen. Ook mensen, die omstreeks 1946/1947 van de DDR naar West-Duitsland emigreerden, reisden naar Station Riebau; vermoedelijk reisden ze toen verder te voet West-Duitsland in. Vlak na de Tweede Wereldoorlog was de Duits-Duitse grens nog niet erg zwaar bewaakt.
Later in de DDR-tijd was er te Riebau een eenheid van de DDR-Grenztruppen gestationeerd.

## Afbeeldingen

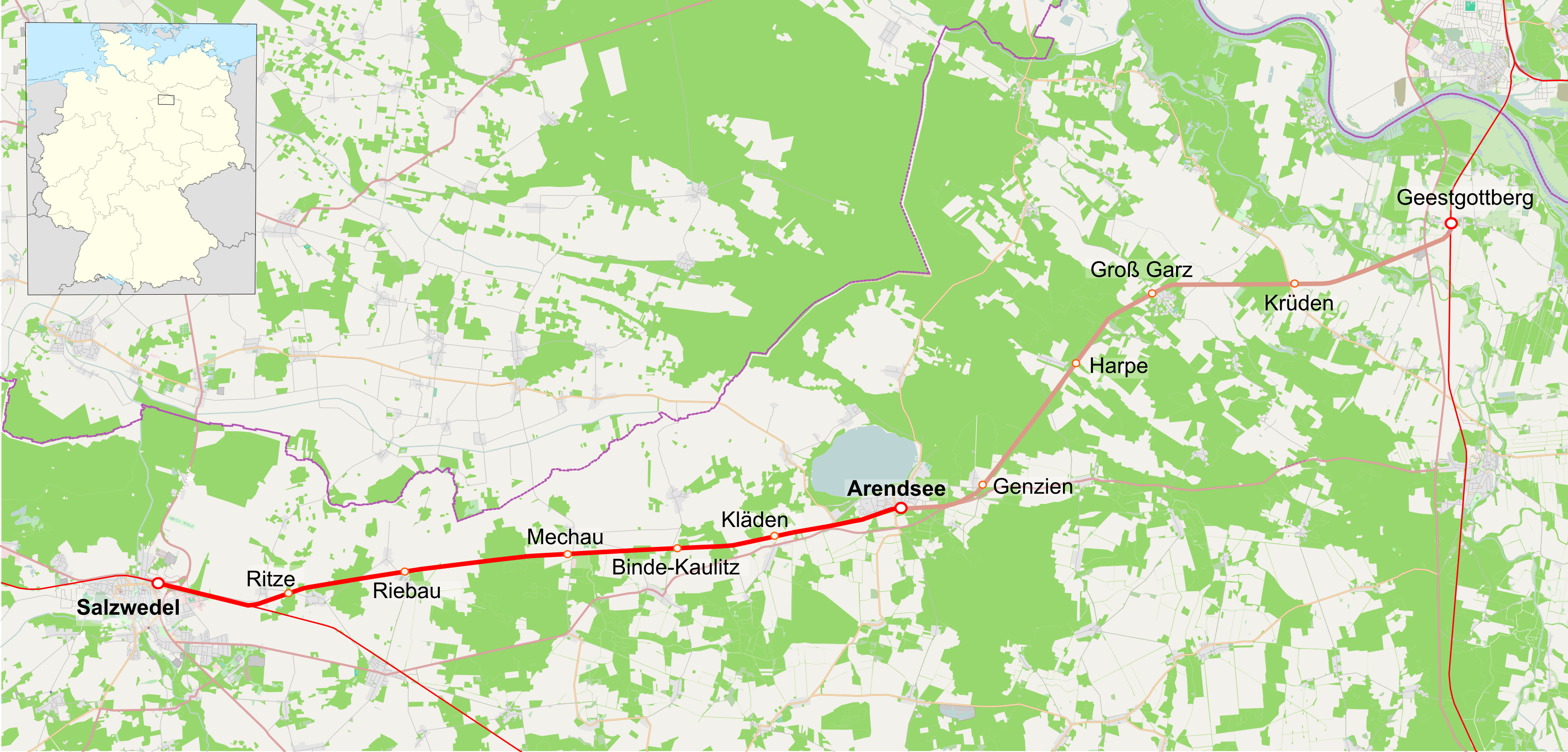
Traject voormalige spoorlijn Salzwedel-Arendsee
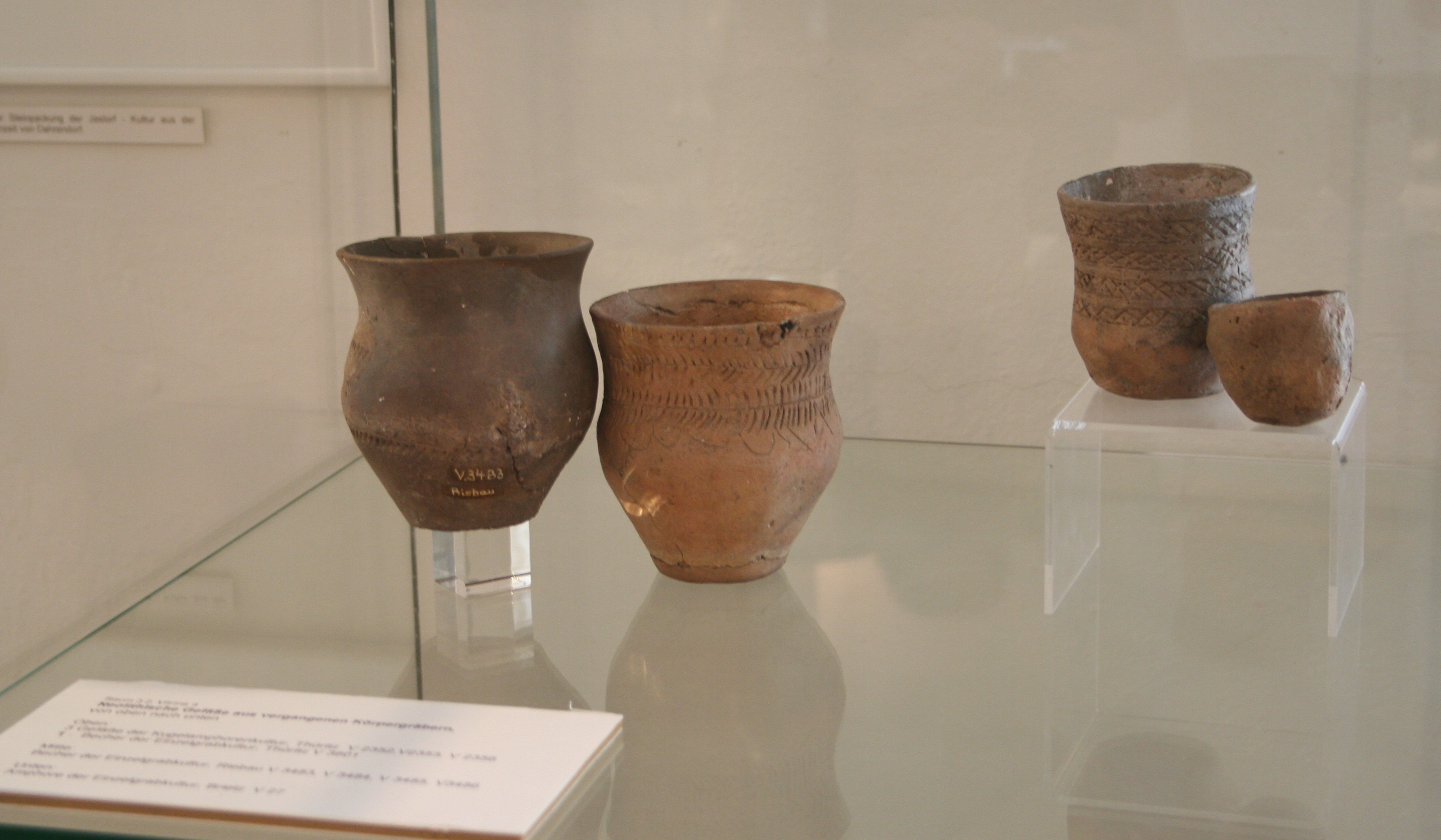
Vaatwerk van de enkelgrafcultuur, gevonden te Riebau
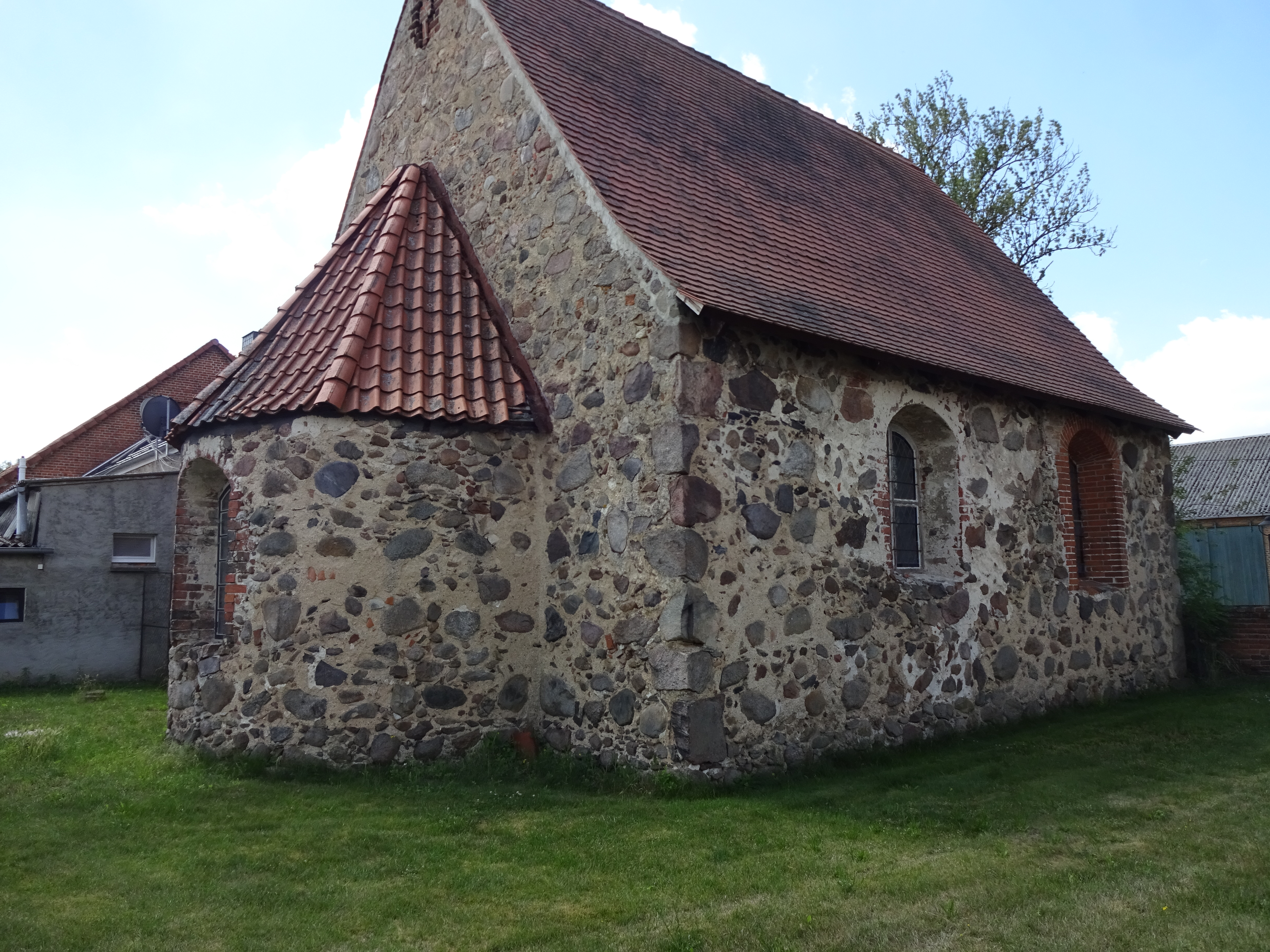
13e-eeuws dorpskerkje te Jeebel